# Voti temporanei
Sono detti voti temporanei i voti di povertà, castità ed obbedienza che il novizio o la novizia emette al termine del noviziato canonico.
Anche indicati col termine professione temporanea, si emettono per uno o tre anni a seconda delle costituzioni dell'ordine o congregazione a cui si appartiene.